# پرونده اکبر طبری
پرونده اکبر طبری یکی از پرونده‌های فساد در ایران است. این پرونده با متهم ردیف اول آن یعنی «اکبر طبری» معاون دفتر و اجرایی قوه‌قضائیه در دوره صادق لاریجانی و همچنین معاون امورمالی قوه‌قضائیه در دوران محمود شاهرودی شناخته می‌شود.

## رسیدگی
نخستین جلسه دادگاه بررسی این پرونده در ۱۸ خرداد ۱۳۹۹ در شعبه ۵ دادگاه کیفری یک استان تهران برگزار شد. در این جلسه نماینده دادستان متهمان را به «تشکیل شبکه چند نفری در ارتشا» متهم کرد. چهار نفر از متهمان این پرونده حسن نجفی (متهم ردیف دوم)، مصطفی نیاز آذری (متهم ردیف پنجم)، محمد انوشه (متهم ردیف هفتم) و غلامرضا منصوری (متهم ردیف نهم) در خارج از ایران به سر می‌برند و به گفته دادستانی متواری‌اند؛ و دیگر متهمان این پرونده از جمله رسول دانیال زاده، متهم ردیف چهارم و بیژن قاسم‌زاده، بازپرس پیشین دادسرای رسانه که قبلاً حکم فیلتر تلگرام و احکامی را علیه امیرحسین مقصودلو معروف به تتلو صادر کرده بود، با قرار وثیقه آزاد هستند.

## متهمان

### اکبر طبری
اکبر طبری مدیرکل سابق امور مالی و معاون اجرایی سابق قوه قضائیه جمهوری اسلامی ایران به ترتیب در دوران ریاست سید محمود هاشمی شاهرودی و صادق لاریجانی بر قوه قضائیه؛ و عضو سابق هیئت رئیسه فدراسیون کنگ فو و هنرهای رزمی بوده‌است. طبری هفت روز پس از آغاز به کار سید ابراهیم رئیسی، رئیس جدید قوه قضائیه؛ نخستین مقامی بود که رئیسی آن را برکنار کرد. وی در ۲۳ تیر ۱۳۹۸ توسط اطلاعات سپاه پاسداران در آمل بازداشت شد. در کیفر خواست طبری از او به عنوان متهم ردیف اول اکبر طبری فرزند احمد متولد بابل، ایرانی و شیعه نام برده شده‌است. این اتهامات در حالی است که طبری، در طول ۲۰ سالی که در قوه‌قضائیه به پرونده‌های اقتصادی رسیدگی می‌کرده، صادق لاریجانی از او حمایت کرده‌است به‌طوری که در تیرماه ۹۸، دفتر صادق آملی لاریجانی اعلام کرد که لاریجانی که ریاست قوه‌قضائیه را به‌عهده داشته، مستقلاً اتهامات اکبر طبری را بررسی کرده و «خلاف بودن آنها برای وی محرز شده».
محمدعلی داداشی، وکیل سابق طبری دربارهٔ پرونده طبری گفت: «به آدمی که می‌توانست حکم اعدام بگیرد، اما ابتدا ۳۱ سال حبس گرفت و الان هم آزاد شده، گفتند باید قدردان وکیلت باشی؛ اما طبری گفت پرونده من کاری نبود که وکیل بتواند حل کند؛ توصیه‌های مقامات، مانند آیت‌الله صادق لاریجانی و پول‌هایی که رسول دانیال‌زاده خرج کرده‌است، مشکل من را برطرف کرد.»

#### واکنش‌ها
غلامحسین محسنی اژه‌ای در ۲۷ خرداد ۱۳۹۹ در ادعایی جنجالی گفت: «برای من و رئیس پیشین قوه (صادق لاریجانی) احراز نشد که اکبر طبری متخلف است!»

### غلامرضا منصوری
قاضی غلامرضا منصوری متهم ردیف نهم پرونده قضایی اکبر طبری است. منصوری که از کشور متواری شده‌است به دریافت رشوه بالغ بر ۵۰۰ هزار یورو متهم شد. و به هنگام برگزاری دادگاه حضور نداشته و به آلمان گریخته‌است. طبری در دوران ریاست محمود هاشمی شاهرودی بر قوه قضائیه مدیر کل امور مالی این نهاد بود و در دوره صادق لاریجانی با حفظ این سمت به عنوان معاون اجرایی حوزه ریاست دستگاه قضائی منصوب شد. منصوری نیز یکی از مقام‌های ارشد قضائی در دوره لاریجانی بود.غلامرضا منصوری در تاریخ ۳۰ خرداد ۱۳۹۹ از طبقه چهارم هتل محل اقامت خود در رومانی به پایین پرتاب و کشته شد. بر اساس گزارش پلیس رومانی این اتفاق کاملاً مشکوک بوده و احتمال قتل برنامه‌ریزی شده در میان است.

### دیگر متهمان
1. بیژن قاسم‌زاده محکوم به‌اتهام «تأثیر دادن نفوذ اشخاص دولتی در اقدامات» و «دریافت رشوه».
2. رسول دانیال‌زاده به عنوان سلطان فولاد شهرت دارد و متهم است در یکی از پرونده‌های خود به طبری رشوه داده‌است. او با چهار هزار میلیارد بدهی بانکی به عنوان یک «ابربدهکار» شناخته می‌شود که از کشور گریخته بود آبان ۹۸ بازداشت و به ایران بازگردانده شد.[۱۶][۲]
3. مصطفی نیازآذری، ابتدا نامش در پروندهٔ بیژن قاسم‌زاده آمده بود.[۱۷] در دادگاه پرونده مالی اکبر طبری، به عنوان متهم ردیف دوم نامش پر رنگ‌تر شد. پدر وی، کیومرث نیازآذری، به مدت ۲۲ سال مدیر کل اداره اطلاعات مازندران و به مدت ۱۲ سال رئیس دانشگاه آزاد ساری بوده‌است و به دستور  تهرانی عزل و از دانشگاه اخراج شد. بخش بزرگی از ییلاقات بندپی شرقی بابل و دهستان لفور سوادکوه جزو املاک خاندان نیازآذری (از طوایف پرنفوذ بخش بندپی بابل) است.[۱۸] او با تشکیل ۱۰ شرکت صوری در داخل و خارج از کشور با نفوذ در بستر قضایی و بانکی کشور و با فاکتور سازی و ثبت سفارش‌های صوری اقدام به خروج ارز از کشور نمود. در ۲۷ دی ۱۳۹۰، مصطفی نیاز آذری به اتهام اخلال در نظام اقتصادی کشور بازداشت شد؛ اما علی‌رغم اقرار صریح، با دخالت و اعمال نفوذ اکبر طبری حکم برائت وی در برخی از عناوین اتهامی صادر و در برخی عناوین اتهامی دیگر نیز مسکوت ماند.[۱۹]نماینده دادستان در این مورد گفته‌است: فرار مصطفی نیاز آذری در قبال رشوه‌ای است که اکبر طبری از او گرفته‌است که قریب به ۱۵ هزار متر زمین و ۳ طبقه ویلای لوکس به ارزش ۴۲۰ میلیارد ریال در بابلسر است. اهدای ویلایی با این ارزش در قبال کارسازی پرونده وی بوده و سعی کرده اسناد نقل و انتقال آن نیز با پوشش‌هایی انجام گیرد که هیچ اسمی از مصطفی نیاز آذری و اکبر طبری وجود نداشته باشد. بلکه با واسطه بهرام حیدری فر به همسر اکبر طبری منتقل شد که این اقدام با تبانی یکی از سردفتران تهران و با وکالت نامه جعلی صورت گرفت، به طوری که اکبر طبری به جای همسر خود اثر انگشت زد. این ویلا با نظر اکبر طبری و صرف هزینه‌ها از سوی مصطفی نیاز آذری ساخته می‌شود. اکبر طبری به منظور این که در مراجعات خود به ویلای مذکور از سوی سرایدار شناسایی نشود، خود را حسین معرفی می‌نموده‌است. مصطفی نیاز آذری اکنون متهم ردیف پنجم پرونده پرونده طبری است که پس از دستگیری او از کشور خارج شد و به مشارکت در تشکیل شبکه در امر ارتشاء و پرداخت رشوه به اکبر طبری به میزان ۵ قطعه زمین در بابلسر متهم است.[۲۰]
4. محمد انوشه، متواری
5. حسن نجفی، متواری

۶.حسین شفیعی به مشارکت در تشکیل شبکه ارتشاء، تحصیل مال به مبلغ بیش از ۶۰ میلیارد وجه نقد، ۵ قطعه زمین واقع در بایستی هیلز لواسان و همچنین زمینی در خیابان سنایی و تبدیل ۲۳ میلیارد ریال به سهام شرکت هواپیمایی، پولشویی در دو واحد در ساختمان اتلانتیس، فراهم نمودن موجبات ارتشاء میان اکبر طبری و رسول دانیال زاده، پولشویی و فراهم نمودن موجبات تحقق ارتشاء میان غلامرضا منصوری و حسن نجفی و طبری، پولشویی در خصوص دو واحد آپارتمان در برج آتلانتیس متهم است.
1. فرهاد مشایخ، به مشارکت در تشکیل شبکه ارتشاء، تحصیل مال به مبلغ بیش از ۸۰ میلیارد وجه نقد، یک قطعه زمین واقع در نجار کلای لواسان و همچنین زمینی در کریم خان و تبدیل ۴۲ میلیارد ریال به سهام شرکت سیمان، پولشویی در دو واحد در ساختمان روما، فراهم نمودن موجبات ارتشاء میان اکبر طبری و رسول دانیال زاده، پولشویی و فراهم نمودن موجبات تحقق ارتشاء میان غلامرضا منصوری و حسن نجفی و پولشویی در خصوص دو واحد آپارتمان در روما متهم است.[۲۱]
2. جلیل سبحانی، مدیر عامل شرکت اسپک، سهام دار بزرگ شرکت هوایار، پرداخت رشوه ۱۰۰ هزار یورویی
3. حسن نجفی، مفسد اقتصادی متواری
4. سیدهادی رضوی، گرفتن وعده و تعهد در پرونده
5. علی دیوانداری، تأثیر دادن نفوذ در پرونده از سوی طبری
6. علیرضا مهرصادقی، مؤسس و مدیر عامل شرکت هوایار، فراهم نمودن موجبات ارتشاء میان رسول دانیال زاده و اکبر طبری و پولشویی
7. حمیدرضا قربانی، تأثیر دادن نفوذ اکبر طبری در تصمیمات قضائی شعبه ۱۵ کارکنان دولت
8. وریا مولانایی، تأثیر نفوذ اشخاص دولتی در این پرونده
9. حسین حاجی زاده، تأثیر نفوذ طبری در پرونده
10. امیرعباس مصدق خاقان، (کارشناس رسمی دادگستری) جعل در سند رسمی / معاونت در جرم
11. مهدی زاهدیان، (وکیل دادگستری) فراهم نمودن موجبات جرم ارتشاء از طریق مذاکره و وجه بین دانیال زاده و مرتضی علیزاده
12. فرهاد پور، عمل تسهیل وقوع جرم با مباشرت طبری
13. جواد ترکمان، معاونت در بزه، گرفتن وعده و تحقق با ادعای داشتن نفوذ و ارتباط با مأموران دولتی
14. علی صادقی، معاونت در بزه گرفتن وعده و تحقق یا اذعان داشتن نفوذ در ارتباط با برخی مأموران دولتی
15. علی تن پوشان، مدیر حقوقی شرکت هوایار، فراهم نمودن موجبات ارتشا بین طبری و سبحانی
16. بهرام حیدری فرد، (وکیل دادگستری) فراهم نمودن موجبات تحقق ارتشا بین آقای طبری و نیازآذری
17. محمد هنرور، جعل اسناد رسمی از طریق ثبت سند به نام همسر اکبر طبری
18. حسین حاج رضا، مشارکت در پرداخت رشوه به قاسم‌زاده به مبلغ ۲۸ میلیارد ریال
19. نادر شریف نجار، متواری / مشارکت در پرداخت رشوه به آقای بیژن قاسم‌زاده به مبلغ ۲۸ میلیارد ریال
20. پرونده داوودی سرخوش شهری و سایرین اعمال نفوذ طبری
21. حسینی اسم مستعار طبری در برخی خرید و فروش‌ها

این اسامی تنها بخشی از اسامی مطرح شده در این پرونده است. در طی ۳۰ شکایت در این پرونده ۶۱ نفر بازداشت شدند که تعدادی از آنها در حال حاضر با قرار وثیقه آزاد هستند.